# Shefqet Verlaci
Shefqet bej Verlaci, né le 15 décembre 1877 à Elbasan, Province de Monastir de l'Empire ottoman, en Albanie, et mort le 21 juillet 1946 à Zurich en Suisse, était un homme politique albanais. Il fut le premier ministre de l'Albanie en 1924, puis à nouveau lors de l'occupation par l'Italie de 1939 à 1941, durant la période du protectorat italien.
Le prénom Shefquet s'écrit également Shevket. Le nom Verlaci s'écrit également sous les formes Vërlaci, Verlaçi, Verlaxhi, et Velaxhi.

## Biographie
Dans les années 1920, Verlaci était le plus grand propriétaire foncier d'Albanie et était membre de la Grande Famille des Beys d'Elbasan. Il était le chef du Parti progressiste, le plus grand parti conservateur en Albanie, représentant essentiellement les intérêts des propriétaires fonciers. En 1922, le premier ministre, Ahmed Zogu, était le fiancé de sa fille. À la suite de la démission de Zogu en 1924, Verlaci le remplaça à la tête du gouvernement le 5 mars 1924. Mais la « Révolution de Juin » (Revolucioni i Qershorit) fit tomber son gouvernement le 2 juin et le poussa à la fuite. Réfugié en Italie, Verlaci fut condamné à mort par contumace par le gouvernement de Fan Noli. Zogu reprit cependant le pouvoir par la force dès la fin 1924.
En 1928, Ahmed Zogu rompit ses fiancailles avec la fille de Verlaci, avant son couronnement en tant que roi d'Albanie sous le nom de Zog Ier. Verlaci devint alors l'ennemi politique et personnel de son ancien allié.
En 1939, l'Italie envahit l'Albanie. Le 12 avril, Verlaci reprend la tête du gouvernement, étant chef de l'État par intérim durant quelques jours, jusqu'à la proclamation de Victor-Emmanuel III comme souverain du Royaume d'Albanie sous domination italienne. Il continue ensuite à collaborer avec les Italiens : son gouvernement est composé en partie de ses proches, son gendre Xhemil Bey Dino étant ministre des affaires étrangères. Ses mauvaises relations avec l'ambassadeur et administrateur militaire italien Francesco Jacomoni aboutissent à son remplacement par Mustafa Merlika-Kruja, le 4 décembre 1941.
Mort à Zurich, il est enterré au cimetière du Testaccio à Rome (Italie).

## Activité politique
- Premier ministre de l'Albanie : 5 mars 1924 - 2 juin 1924
- Premier ministre de l'Albanie : 11 avril 1939 - 4 décembre 1941